# Roberto Martínez
Artikeln följer den spanska namnseden; faderns efternamn är Martínez och moderns efternamn Montoliu.
Roberto Martínez Montoliu, född 13 juli 1973 i Balaguer, är en spansk före detta fotbollsspelare och numera förbundskapten för Portugals herrlandslag. Han var mellan 2016 och 2022 förbundskapten för Belgien.

## Biografi
Martínez började spela juniorfotboll för det lokala Balaguer som nioåring. 1990 gick han över till Real Zaragoza, där han 1993 debuterade i seniorlaget. Säsongen 1994/1995 efter spelade han tio seriematcher för Balaguer.
Därefter inledde mittfältaren Martínez 1995 en utlandskarriär 21-årig karriär i den brittiska fotbollsvärlden. Efter sex års spel i Wigan Athletic följde en säsong (2001/2002) i skotska Motherwell och en i engelska Walsall. 2003 gick han till walesiska Swansea City, där han kom att stanna till 2006. Spelarkarriären avslutades 2007 i Chester City.
2007 övergick Martínez till en verksamhet som fotbollstränare. Han tränade 2007–2009 Swansea City, varefter följde fyra säsonger (2009–2013) i Wigan Athletic och tre (2013–2016) i Everton.
2016 anställdes han som tränare för Belgiens fotbollslandslag. Under ledning av Martínez har Belgien tagit sig till VM-slutspelet 2018 i Ryssland, där de tog brons.
Efter att Belgien åkte ut i gruppspelet i VM 2022 avgick Martínez.
I januari 2023 anställdes Martínez som ny förbundskapten för Portugals landslag.